# Ville Lehtinen
Ville Lehtinen (Toijala, 17 dicembre 1978) è un ex calciatore finlandese, di ruolo attaccante.

## Carriera

### Club
Lehtinen cominciò la carriera con la maglia del JJK. Passò poi al TiPS e allo HJK, prima di trasferirsi agli inglesi dello Sheffield United. Tornò in patria nel 1999, per militare nelle file dello Jazz, del Pallo-Iirot e del Tampere United.
Successivamente, si accordò con i norvegesi del Bodø/Glimt. Debuttò nella Tippeligaen il 1º settembre 2002, quando fu schierato titolare nella sconfitta casalinga per 0-2 contro il Lyn Oslo. Siglò l'unica rete nella massima divisione norvegese in data 14 settembre 2003, nel pareggio per 1-1 sul campo del Vålerenga.
Nel 2005, fece ritorno in Finlandia: prima con la maglia dell'Allianssi, con cui vinse la Liigacup 2005, e poi con il Tampere United. Dopo aver giocato per l'Atlantis, si accordò con l'AC Oulu. Si ritirò al termine del campionato 2007.

## Palmarès

### Club

#### Competizioni nazionali
- Campionato finlandese: 3

HJK: 1997
Tampere United: 2001, 2006
- Liigacup: 1

HJK: 1997

#### Individuale
- Capocannoniere della Coppa Intertoto UEFA: 1

2006 (5 gol) a pari merito con Róbert Rák